# Benjamin Zombori

Benjamin Zombori, Young Rule, Berlin 2019

Benjamin-Zsolt Zombori (* 1981 in Innsbruck, Österreich), auch bekannt als Bensh, ist ein österreichischer Musiker und Kunstproduzent.

## Leben
Zombori wuchs in Innsbruck als einer von vier Söhnen einer österreichischen Mutter und eines ungarischen Vaters auf. Sein Großvater war nordafrikanischer Berber. Ursprünglich musikalischer Autodidakt absolvierte Zombori schließlich ein Kompositionsstudium an der Cardiff University, wo er auch seinen langjährigen kreativen Partner, den späteren Filmkomponisten Sion Trefor kennenlernte. 2008 trat erstmals mit einer Veröffentlichung unter dem Künstlernamen „Bensh“ in Erscheinung. Der im Eigenverlag erschienenen „Bona Fide EP“, deren Auflage von 1000 Stück innerhalb kurzer Zeit in Österreich ausverkauft war, folgte 2011 die offizielle Erstveröffentlichung „Clues“ (Hoanzl). Das Album produzierte Zombori unter Mitwirkung von Sion Trefor und u. a. auch mit dem Produzenten Der Strokes, Gordon Raphael.

## Musikalische Projekte

### Bensh
Nach der Veröffentlichung von Clues entwickelten sich die Single-Auskoppelungen „Doubt“, „How Come Nao“ und „Sweet Repeater“ zu Indie-Hits in Österreich und Süddeutschland, mit zahlreichen Radioeinsätzen und heavy-rotation für „Doubt“ auf Radio FM4, und europaweitem Airplay bis hin zu Einsätzen auf BBC6 und zahlreichen US College-Radio Stationen. Im März 2013 wurde das Video zu „Doubt“ auf dem renommierten Blog All Songs Considered des US Radiosenders NPR vorgestellt. Es folgten zahlreiche Auftritte in Österreich, Deutschland, Großbritannien und den USA, u. a. am SXSW Festival 2012. Zu diesem Zeitpunkt war Bensh auch Synonym für die dreiköpfige Stammbesetzung der Band, bestehend aus Benjamin „Bensh“ Zombori (Gesang, Gitarre), Sion Trefor (Keyboards, Gesang, Percussion), Severin Zombori aka. Zoolord (Gitarre).

### GODS
2015 veröffentlichte Zombori ein neues Album unter dem Namen GODS. Das selbstbetitelte Album erschien auf dem österreichischen Indie-Label Wohnzimmer Records und wurde zum Erscheinungstermin zum FM4 Album der Woche gekürt, gefolgt von den Single-Auskoppelungen „Unnatural“ und „We“. Unnatural erreichte Platz 4 der FM Charts. Das Video zu „We“ entstand unter Regie von Zombori, mit visuellen Effekten der französischen Multimedia-Künstlerin Sabrina Ratté. GODS vertraten im Januar 2015 Österreich als Newcomer Act am Eurosonic Noorderslag Festival in den Niederlanden.

### Young Rule
2019 veröffentlichte Zombori unter dem Namen Young Rule via AWAL die EP „Flux“, Co-Produziert von Sion Trefor. Der Name Young Rule leitet sich von Zombori's vollem Vornamen Benjamin-Zsolt ab, was übersetzt aus dem hebräischen und ungarischen so viel vie „Junger Herrscher“ bedeutet. Das Video zur Single-Auskoppelung „OMG“ entstand unter Regie von Carlos Lopez Estrada (Billie Eilish). Für das Video zum EP Titeltrack „Flux“ arbeitete Zombori mit einer Video-Installation des mexikanisch-kanadischen Künstlers Rafael Lozano-Hemmer.

## Kunst, Ausstellungen und Publikationen
2018 gründete Zombori die Produktionsagentur Zombori Art Media als Management und Produktionsplattform für eigene Projekte sowie die Arbeit mit Künstlern aus den Bereichen Musik und Kunst. Zombori Art Media betreut unter anderem die mexikanische Malerin Beatriz Morales und den britischen Filmkomponisten Sion Trefor.

### Art Perspectives und „Die Kunst“
2019 gründete Zombori in Zusammenarbeit mit dem Inpact Media Verlag die Plattform Art Perspectives, mit dem Ziel Frauen in der Kunst zu fördern. Als Teil des Gesamtkonzeptes initiiert der Verlag die Magazinbeilage „Die Kunst - Women in Art“, welche im Mai 2019 erstmals als Kunstbeilage mit der Gesamtauflage des deutschen Wirtschaftsmagazins Capital veröffentlicht wurde. „Die Kunst“ wurde 2020 mit dem German Design Award Gold für Excellent Editorial Design ausgezeichnet. Parallel zur Erstausgabe des Magazins veranstaltete Art Perspectives die Ausstellung Memories of Now mit zeitgenössischen Positionen weiblicher Künstler zum Gallery Weekend Berlin, 2019.
Die zweite Ausgabe von „Die Kunst - Women in Art“ erschien als Kunstbeilage der Capital Septemberausgabe 2020, begleitet von der Ausstellung „Memories of Now“ zur Berlin Art Week. Gemäß dem Motto der Plattform wurden hierbei Positionen von neun internationalen zeitgenössischen Künstlerinnen im ehemaligen Kunsthaus Tacheles in Berlin-Mitte gezeigt.